# سعيدو كارغبو
سعيدو كارغبو (بالإنجليزية: Saidu Kargbo)‏ (مواليد 15 أغسطس 1982) هو ملاكم سيراليوني، مثّل بلاده في الألعاب الأولمبية الصيفية 2008.

## روابط خارجية
سعيدو كارغبو على موقع أوليمبيديا (الإنجليزية)